# Municipio de Badger (condado de Kingsbury)
El municipio de Badger (en inglés: Badger Township) es un municipio ubicado en el condado de Kingsbury en el estado estadounidense de Dakota del Sur. En el año 2010 tenía una población de 199 habitantes y una densidad poblacional de 1,3 personas por km².

## Geografía
El municipio de Badger se encuentra ubicado en las coordenadas 44°29′36″N 97°13′16″O / 44.49333, -97.22111. Según la Oficina del Censo de los Estados Unidos, el municipio tiene una superficie total de 152.53 km², de la cual 137,96 km² corresponden a tierra firme y (9,56 %) 14,58 km² es agua.

## Demografía
Según el censo de 2010, había 199 personas residiendo en el municipio de Badger. La densidad de población era de 1,3 hab./km². De los 199 habitantes, el municipio de Badger estaba compuesto por el 96,98 % blancos, el 2,51 % eran asiáticos y el 0,5 % eran de una mezcla de razas. Del total de la población el 0,5 % eran hispanos o latinos de cualquier raza.